# Asus ZenFone 5

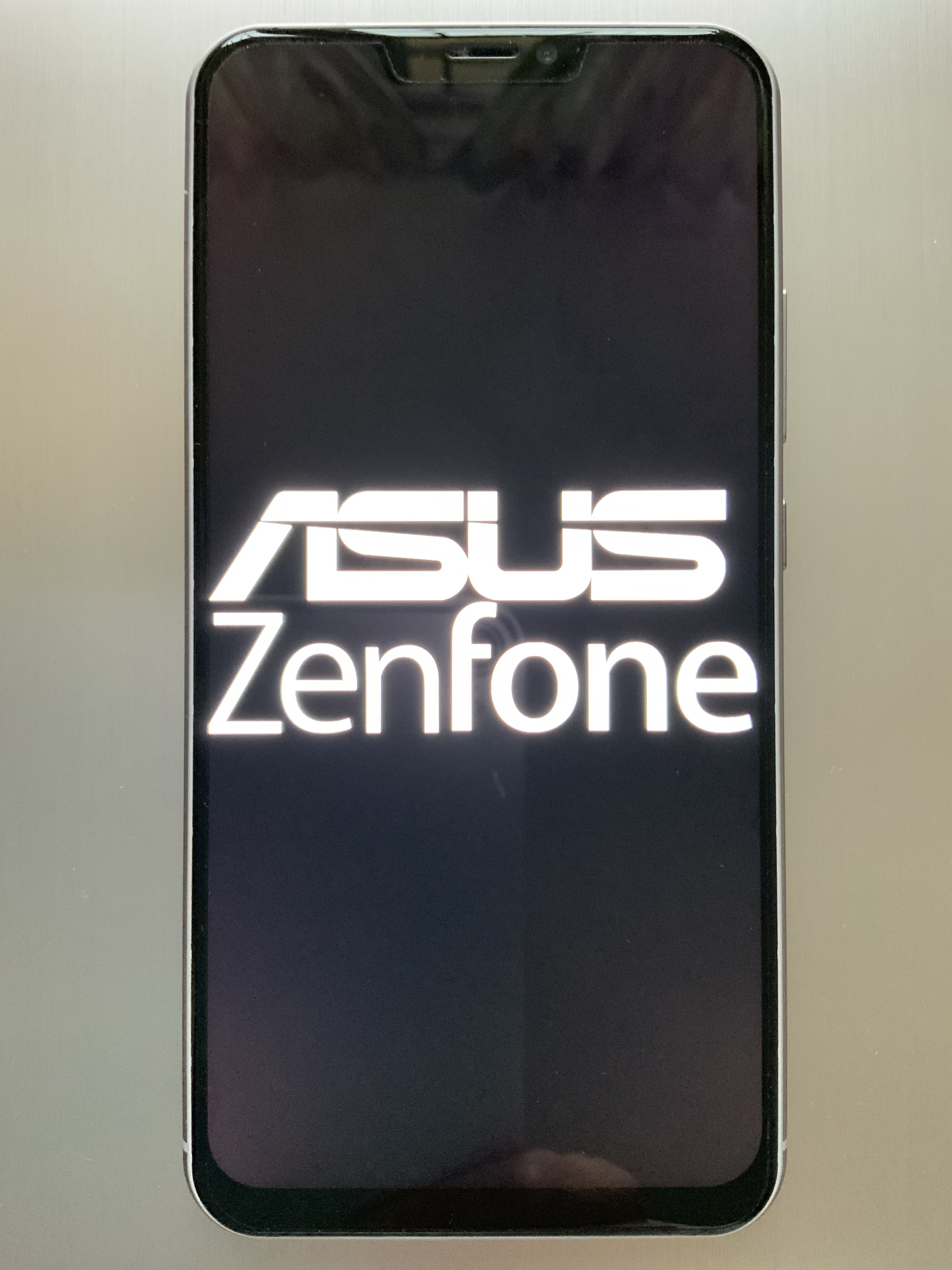
Asus ZenFone 5

Asus ZenFone 5 é um smartphone Android fabricado pela Asus. Foi revelado no Congresso Mundial Mobile em 27 de fevereiro de 2018 e sua comercialização começou em 6 de agosto do mesmo ano. Ele integra a linha de smartphone Asus ZenFone (2018), que também inclui versão topo de linha, a Asus ZenFone 5Z e a mais barata Asus ZenFone 5 Lite.